# Mirosław Ryszard Makowski
Mirosław Ryszard Makowski (ur. 27 września 1952 w Warszawie) – polski projektant, fotograf, dziennikarz, blogger. Syn malarza Zbigniewa Makowskiego.
W 1977 ukończył studia na Wydziale Historii Uniwersytetu Warszawskiego (dyplom u Aleksandra Gieysztora).
W latach 70. i 80. XX w. fotoreporter w miesięczniku „Jazz” i „Magazyn Muzyczny”. W latach 1988–1989 redaktor miesięcznika muzycznego „Non Stop”. Projektant okładek płyt i kaset wykonawców polskiej sceny rockowej, m.in. autor logotypu zespołu Dżem. W 1989 współorganizował festiwal w Jarocinie. W latach 1990–2011 prowadził własną firmę projektową. Jeden z narratorów filmu Beats of Freedom – Zew wolności. Od 2003 stale współpracuje z czasopismem „Przegląd Filozoficzno-Literacki” (proj. okładek, wkładek, felietony o sztuce).

## Twórczość
Książki
- Obok, albo ile procent Babilonu? (współautor z Michałem Szymańskim), Manufaktura Legenda, 2011
- Pokolenie J8 • Jarocin 1980–89 (współautor z Konradem Wojciechowskim), In Rock, 2011
- Jacek Awakumowski, Muzyka Młodej Generacji (1978–1982), Fundacja Sopockie Korzenie, 2009 – projekt, wybór zdjęć, komentarz
- Sławomir Gołaszewski, Reggae Rastafari • Regementarz, Manufaktura Legenda, 2012 – projekt, zdjęcia, komentarze
- Marek Karewicz, Marcin Jacobson, BIG BEAT, Sine Qua Non, 2014 – projekt, wybór zdjęć, komentarz
- Państwo Nikt. Dzieje ludzi nieważnych (autor, projekt całości wydawnictwa); posłowie Sylwia Siedlecka, Manufaktura Legenda, 2016; również współautor scenariusza tomu drugiego (picture book Marty Krzywickiej) tego wydawnictwa Państwo Nikt: Basia Manufaktura Legenda, 2016
- Darek Dusza, Jestem ziarnkiem piasku, Wydawnictwo ZIMA, 2016 – projekt, zdjęcia,
- Rafał Rękosiewicz, Bob Neveselý, druk artystyczny, 2017.
- Podróż do środka mojego ojca. Aktywista Zbigniew Makowski (1946-1956) (autor), Franka books, 2020
- Koniec festiwali albo kolorowa prywatyzacja. Życie artystyczno-estradowe w Polsce 1955-2021 (współautor z Konradem Wojciechowskim) Franka Books, 2021

Artykuły
(w publikacjach zbiorowych)
- 1984: The Best Year In My Life?[1], Ich lade zum Tanz. Vielleicht Pogo, vielleicht Ska. Pol-Ska (Alexander Pehlemann, Bert Papenfuß i Robert Mießner)

## Okładki płyt
- Paczka – Krzak, 1983
- Cegła – Dżem, 1985
- Złota płyta – Shakin’ Dudi, 1985
- Zemsta nietoperzy – Dżem, 1987
- Zespół gitar elektrycznych – Voo Voo, 1987/1991
- Bezdomne psy – Leszek Winder, 1988
- Lunatycy – czyli tzw. przeboje całkiem Live – Dżem, 1988
- Kaseta – Kult, 1989
- Tie Break – Tie Break, 1989
- Purple – Closterkeller, 1990
- Proletariat – Proletaryat, 1991
- Modlitwa bluesmana w pociągu – Jan Skrzek, 1997
- Porter Band '99 – Porter Band, 1999
- Electric – Porter Band, 2000
- Małe rzeczy[2] – Jola Literska i Rafał Rękosiewicz, 2014
- Nienormalny świat – Śmierć Kliniczna, 2016
- Absurd („Zżera mnie dżuma”, 1987, SP; „absurd anomalia” LP, 2018)